# Cheumatopsyche etrona
Cheumatopsyche etrona är en nattsländeart som beskrevs av Ross 1941. Cheumatopsyche etrona ingår i släktet Cheumatopsyche och familjen ryssjenattsländor. Inga underarter finns listade i Catalogue of Life.